# Terwispel
Terwispel is een dorp in de gemeente Opsterland, in de Nederlandse provincie Friesland. Het dorp ligt net noordwesten van Gorredijk en ten oosten van Tijnje.
In 2023 telde het dorp 1.015 inwoners. Onder het dorp valt ook de buurtschap Kooibos. Terwispel is gelegen vlak bij een bosrijke omgeving. Het behoort tot de oudere nederzettingen van de gemeente en heeft van oorsprong een agrarisch karakter.

## Geschiedenis

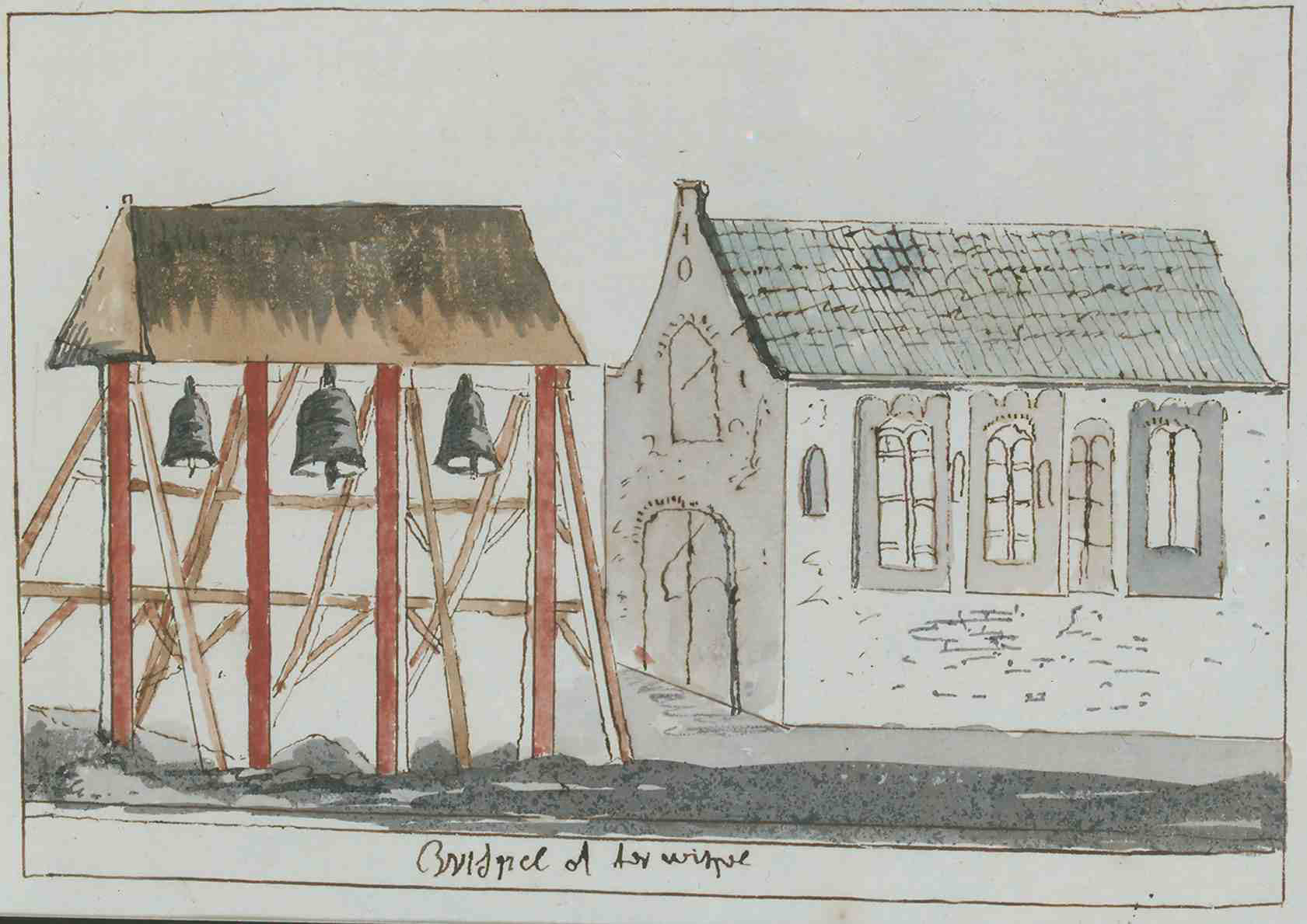
De kerk en klokkenstoel van Terwispel, Atlas Schoemaker: Friesland, 1710-1735

Terwispel wordt in 1315 vermeld als Wispolia. Het bezat toen al een kapel, voorloper van het huidige kerkgebouw. Het dorp dankt zijn naam vermoedelijk aan het vroeger ten westen van het dorp gelegen meertje de Wispel.

## Verenigingsleven
Plaats van samenkomst voor de verenigingen is vaak 'Us Doarpshûs'. Dit multifunctioneel centrum werd in 1987 met veel zelfwerkzaamheid gebouwd. Één keer in de twee jaar is er een dorpsfeest in Terwispel met als belangrijk onderdeel de buurtkamp.

## Sport
- VV Wispolia, sportvereniging voor voetbal
- UDA, sportvereniging voor gym, turnen

## Geboren in Terwispel
- Karst Leemburg (1889–1958), schaatser en in 1929 winnaar van de vierde Elfstedentocht
- Durk van der Duim (1908–1990), schaatser en in 1940 medewinnaar van de zesde Elfstedentocht
- Johanneke Liemburg (19 juli 1952), burgemeester van Littenseradeel
- Henk Hofstra (1952), kunstschilder en grafisch ontwerper
- Atte Jongstra (13 augustus 1956), schrijver, essayist en recensent
- Peter Hofstee (23 juli 1966), schrijver en schilder